# 에어트랜
에어트랜 에어웨이스(영어: AirTran Airways)는 미국의 저비용 항공사로 하츠필드 잭슨 애틀랜타 국제공항을 허브 공항으로 삼고 있으며 미국 국내선을 매일 750회 이상 운행하고 있으며 세계에서 보잉 717-200을 가장 많이 운영하고 있다.

## 역사
1992년 6월 밸류제트로 설립 했으며 10월 운항을 시작해 1994년 8월 현재의 사명으로 변경했다. 1997년 7월 같이 저비용 항공사인 항공 사고를 일으킨 밸류제트와 합병했다. 여기에 "reverse merger"란 기술이 사용되고 밸류제트가 회사명을 변경하고 유지하는 방식이였다. 당시 사고에 의하여 가치 제트 항공의 고객 이미지 저하와 경영 부진에 되었기 때문에 취해진 조치였다. 1997년 기존의 선착순 전석 자유석을 재차, 좌석 지정이 시작되었다. 또한 종래의 전석 이코노미 클래스를 비즈니스 클래스 좌석이 도입되었다. 1999년 9월 세계 최초로 보잉 717 항공기의 납입을 받아 이듬해 10월부터 운영을 시작했다. 2000년 12월 처음 국제선 사업으로 애틀랜타발 바하마 노선이 개설되었다. 2003년, 덴버, 라스베이거스, 로스앤젤레스에 아메리카 횡단 운항을 시작하면서 규모가 확장하기 시작했으며 같은 해 7월 100대의 보잉 737를 주문했다. 2006년 11월 같은 저비용 항공사인 프론티어 항공과 마일리지 프로그램의 제휴를 맺고있다. 2010년 9월 27일 사우스 웨스트 항공이 인수 하기로 합의 하면서 2011년 5월 2일에 인수 절차를 완료했다고 사우스 웨스트 항공에서 발표했으며 2012년 미국 연방 항공국에서 단일운항 인증(SOC)을 발행이 완료되면서 2015년에 사우스 웨스트 항공에 합병되었다.

## 보유 기종
- 2011년 11월 현재 에어트랜 항공기의 평균 기령은 6.2년이다.[4][5]

| 기종         | 대수 | 주문 | 승객 | 승객 | 승객 | 비고                                      |
| 기종         | 대수 | 주문 | J    | Y    | 합계 | 비고                                      |
| ------------ | ---- | ---- | ---- | ---- | ---- | ----------------------------------------- |
| 보잉 717-200 | 88   | 0    | 12   | 105  | 117  | 2013년부터 순차별로 델타 항공에 매각 예정 |
| 보잉 737-700 | 42   | 0    | 12   | 125  | 137  | 순차별로 사우스웨스트 항공에 통합될 예정  |
| 합계         | 130  | 0    |      |      |      |                                           |

## 자회사

### 에어트랜 제트커넥트
- 에어트랜 제트커넥트는 2002년부터 2004년까지 존재했던 회사로 당시 에어트랜과 환승을 위해 8개의 지역 항공사가 운항하고 있는 명칭 상표로 이 항공사는 에어트랜 편명으로 에어트랜의 허브 공항과 지방 공항의 노선을 소형 항공기로 운항했다.

## 같이 보기
- 미국의 없어진 항공사 목록